# Stinker Point
Der Stinker Point (englisch, in Argentinien Punta Hedionda von spanisch hedionda ‚stinkend‘) ist eine Landspitze an der Westküste von Elephant Island im Archipel der Südlichen Shetlandinseln. Sie liegt 6 km südlich der Table Bay.
Teilnehmer der britischen Joint Services Expedition to Elephant Island (1970–1971) nahmen die Benennung vor. Namensgeber ist der Riesensturmvogel (Macronectes giganteus), der in der englischen Seemannssprache als Stinker bezeichnet wird.